# Красна Гірка (селище)
Красна Гірка — селище в Україні, у Новгород-Сіверській міській громаді Новгород-Сіверського району. До 2018 підпорядковане Новгород-Сіверській міській раді Чернігівської області.

## Історія
12 червня 2020 року, відповідно до розпорядження Кабінету Міністрів України № 730-р «Про визначення адміністративних центрів та затвердження територій територіальних громад Чернігівської області», увійшло до складу Новгород-Сіверської міської громади.
19 липня 2020 року, в результаті адміністративно - територіальної реформи та ліквідації колишнього Новгород-Сіверського району, село увійшло до новоствореного Новгород-Сіверського району Чернігівської області.
22 червня 2023 року рішенням Національної комісії зі стандартів державної мови віднесено до списку населених пунктів, які можуть не відповідати лексичним нормам української мови, зокрема стосуватися російської імперської політики (російської колоніальної політики). Громаді рекомендовано обґрунтувати доцільність збереження поточної назви або запропонувати нову назву в установленому законодавством порядку.